# Furcraea foetida
Furcraea foetida là một loài thực vật có hoa trong họ Măng tây. Loài này được Adrian Hardy Haworth định danh lại vào chi Furcraea năm 1812 từ tên khoa học Agave foetida do Carl Linnaeus đặt năm 1753.

## Phân bố

### Bản địa
Antilles thuộc Hà Lan, Trinidad-Tobago, Antilles thuộc Venezuela, Costa Rica, Panama, Guiana thuộc Pháp, Guyana, Surinam, Venezuela, Colombia.

### Du nhập
Cabo Verde, đảo Ascension, đảo Saint Helena, Angola, tỉnh Cape, tỉnh KwaZulu-Natal, tỉnh Northern (Nam Phi), Benin, Senegal, Congo, Rwanda, Madagascar, Mauritius, các đảo eo biển Mozambique, Seychelles, Assam, Ấn Độ, Sri Lanka, quần đảo Andaman, Thái Lan, New South Wales, quần đảo Norfolk, Queensland, quần đảo Kermadec, đảo Bắc New Zealand, Bồ Đào Nha, Florida, Hawaii, quần đảo Mariana, đảo Cook, Fiji, Nauru, New Caledonia, Niue, Samoa, Tonga, Cuba, Cộng hòa Dominica, Haiti, Jamaica, quần đảo Leeward, quần đảo Windward.

## Hình ảnh

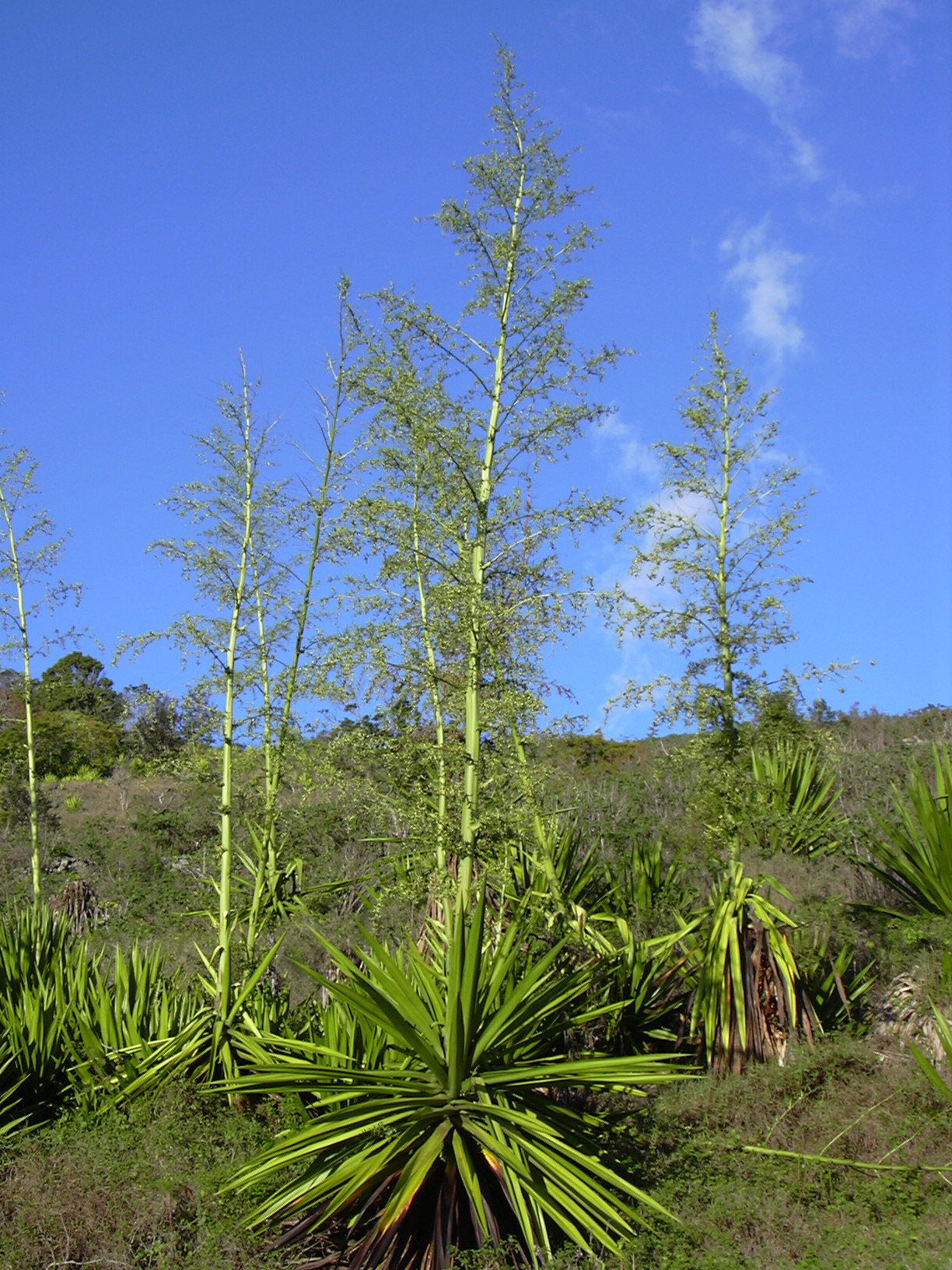
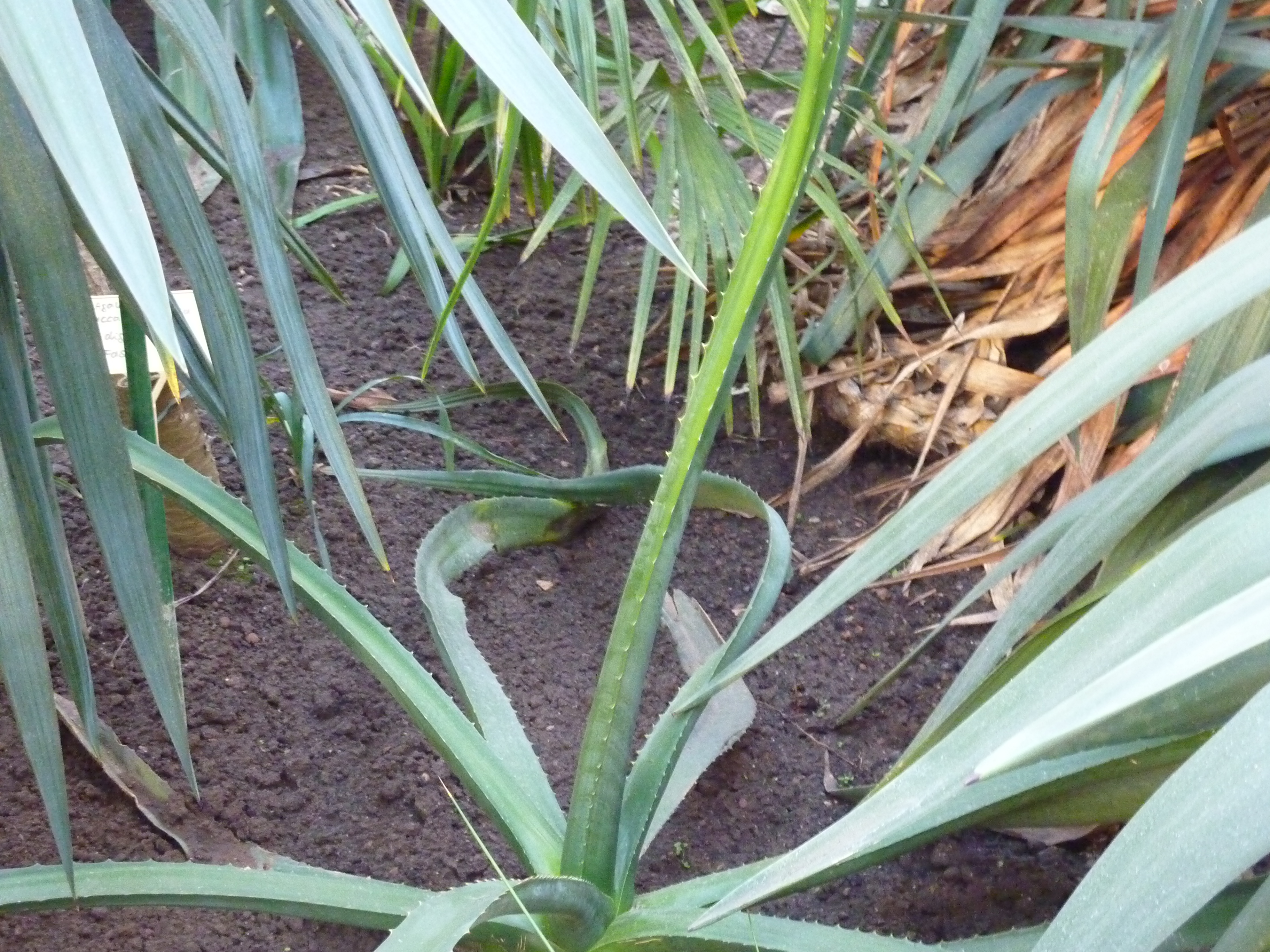
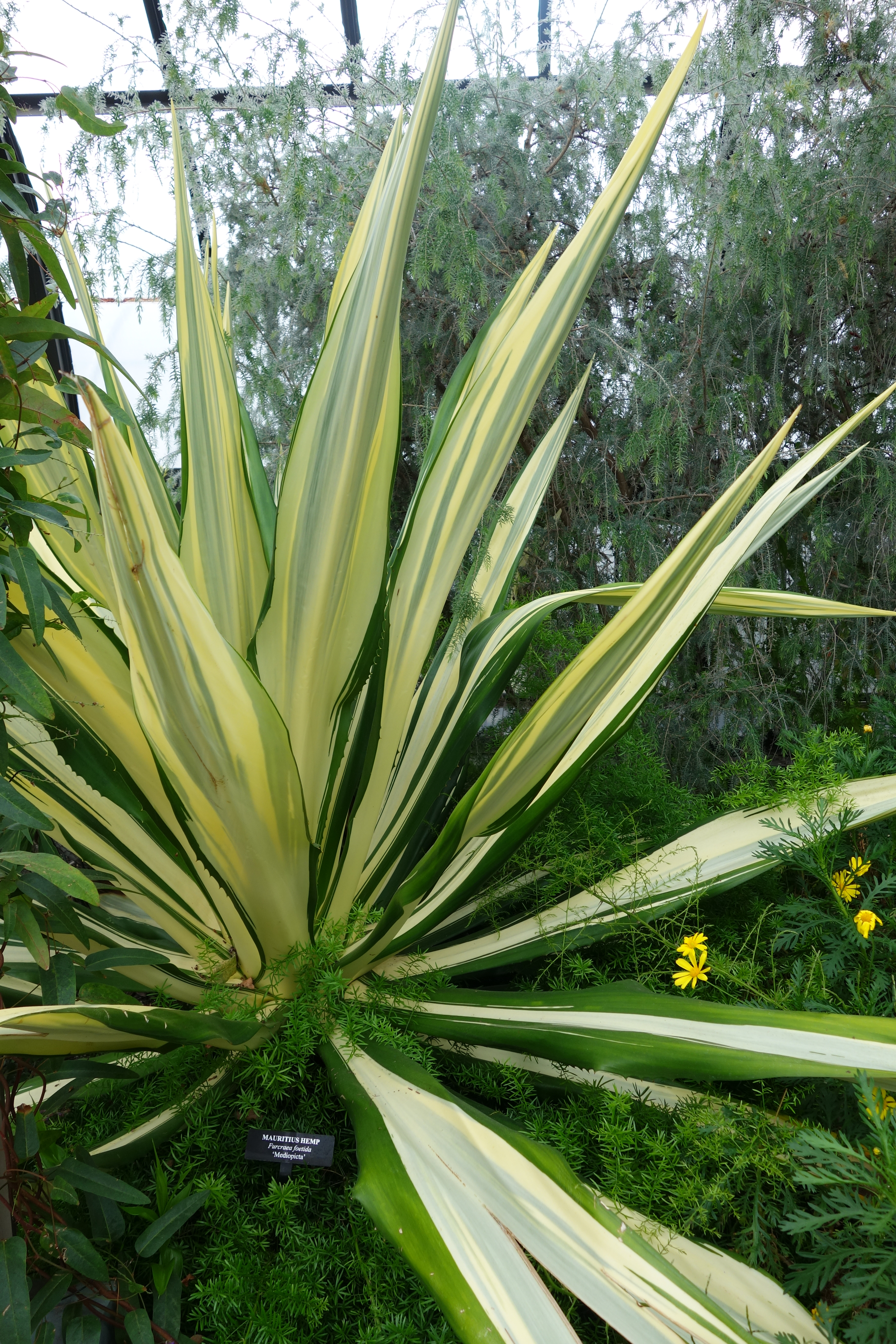
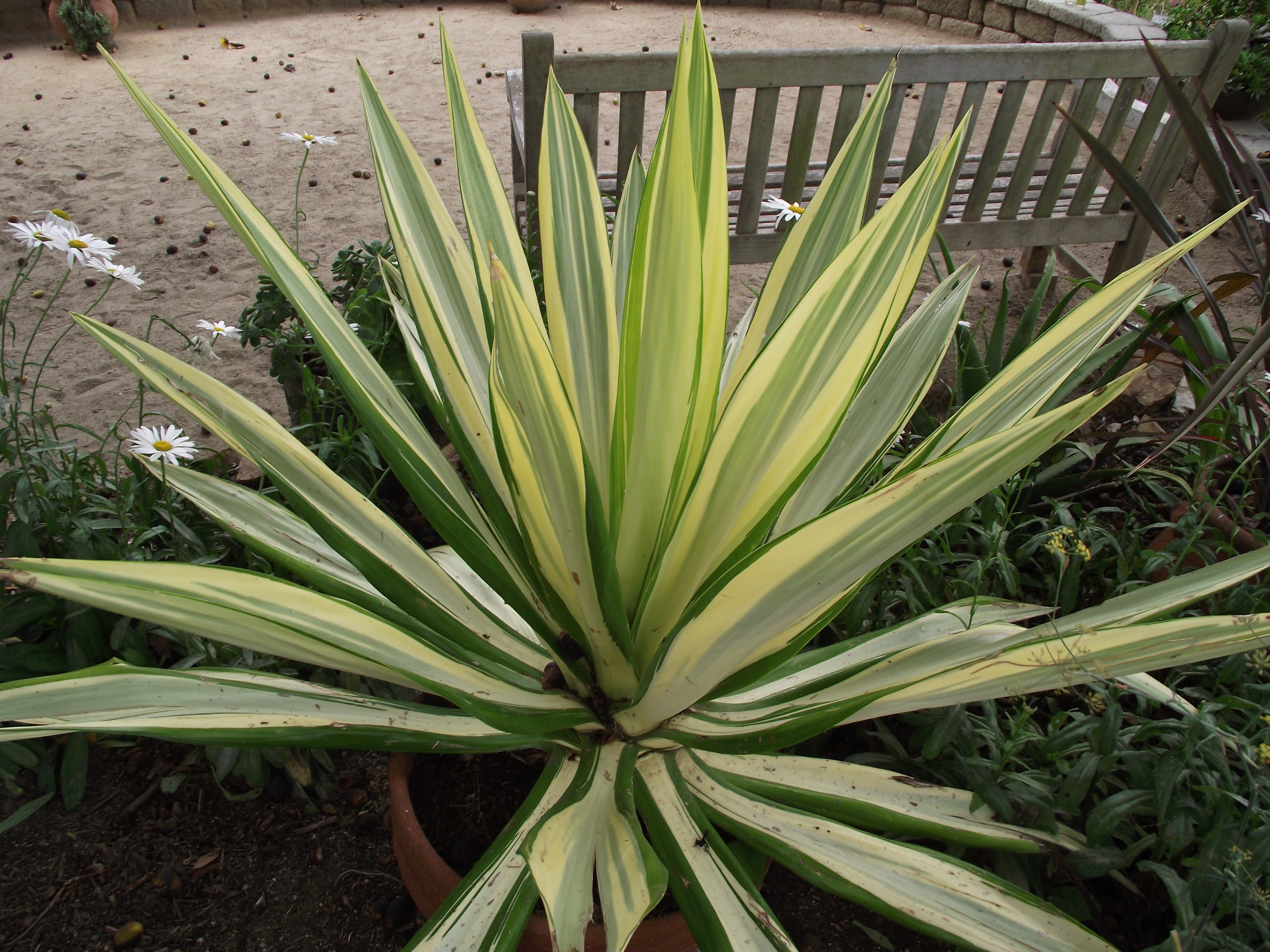